# Caleb Strong

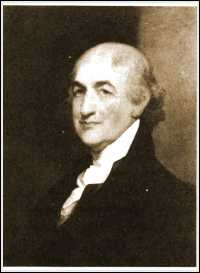
Caleb Strong

Caleb Strong (* 9. Januar 1745 in Northampton, Province of Massachusetts Bay; † 7. November 1819 ebenda) war ein US-amerikanischer Politiker und zweimaliger Gouverneur des Bundesstaates Massachusetts.

## Leben

### Werdegang
Caleb Strong wuchs als Sohn von Caleb Strong senior und dessen Frau Phebe in Massachusetts auf und wurde von Privatlehrern zu Hause unterrichtet. Als junger Mann studierte er an der Harvard University, an der er 1764 seinen Abschluss erlangte. Danach nahm er ein Studium der Rechtswissenschaften auf und wurde 1772 in die Anwaltskammer aufgenommen. Im Anschluss daran begann Strong in seiner Heimatstadt Northampton als Jurist zu praktizieren.

### Politische Karriere

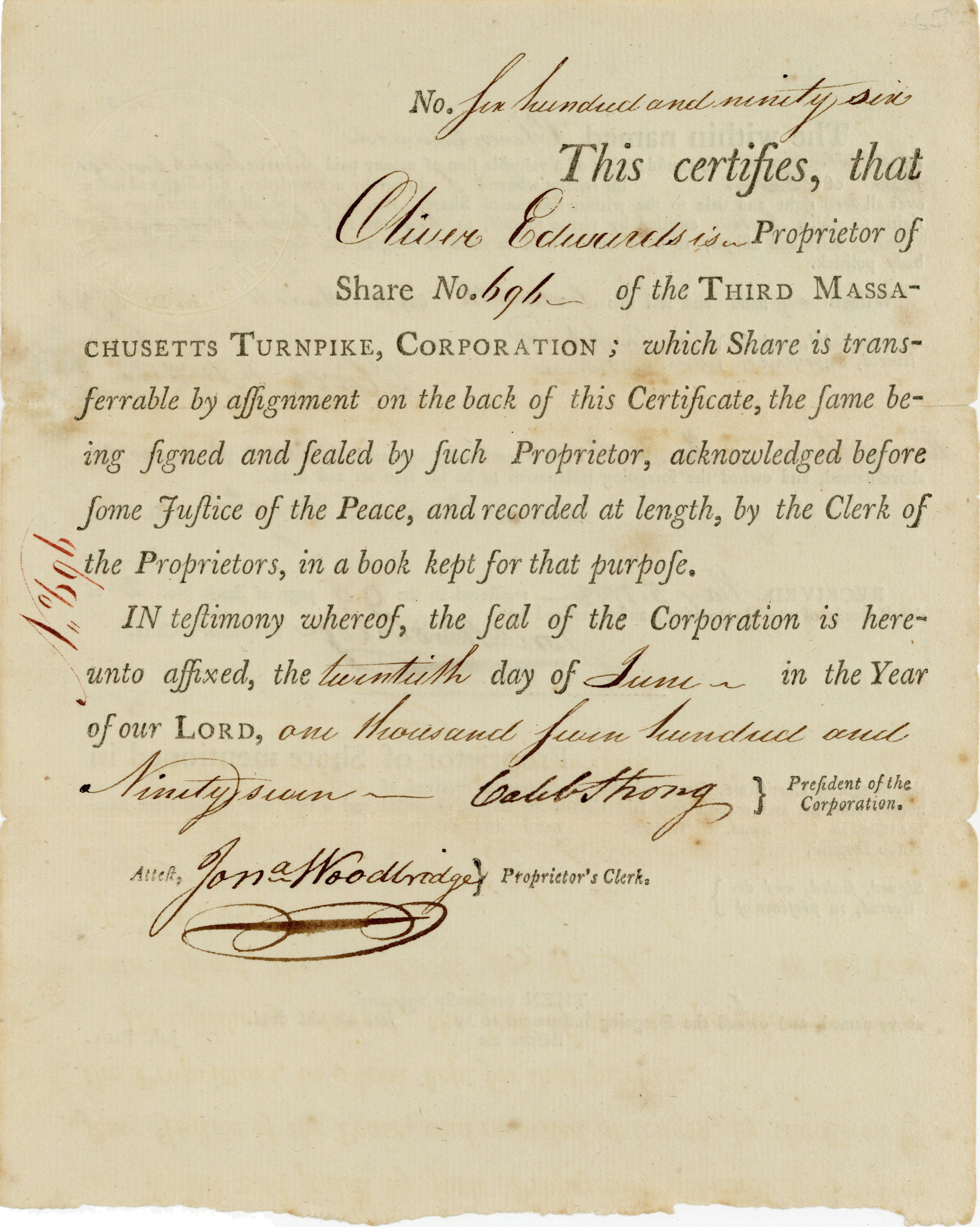
Gründeraktie der Third Massachusetts Turnpike Corporation, ausgestellt am 20. Juni 1797, im Original unterschrieben von Caleb Strong als Präsident

Schon früh nahm Strong öffentliche Ämter wahr, als er im Jahr 1774 Mitglied im Komitee für Sicherheitsfragen seiner Heimatstadt Northampton wurde. 1776 wurde er für zwei Jahre, bis 1778, in das Repräsentantenhaus von Massachusetts gewählt, und im selben Jahr (1776) zum Bezirksstaatsanwalt im Hampshire County. Dieses Amt hatte er nicht weniger als 24 Jahre lang, bis ins Jahr 1800 inne. Eine Beförderung ans Oberste Bundesgericht der noch jungen USA im Jahr 1783 schlug er aus.
Unter Strongs Einfluss kam im Jahr 1780 die Verfassung von Massachusetts zur Ratifizierung. Im selben Jahr gehörte er zu den ersten Mitgliedern der American Academy of Arts and Sciences und es erfolgte seine Wahl zum Delegierten auf dem Kontinentalkongress, der in Philadelphia tagte. Lediglich ein Krankheitsfall in seiner Familie und die Abwesenheit Strongs war der Grund, weshalb seine Unterschrift auf der Verfassung der Vereinigten Staaten nicht zu lesen war. Dennoch machte er sich als Mitglied der Föderalistischen Partei für deren Ratifizierung stark.
1780 wurde Strong in den Senat von Massachusetts gewählt, wo er einen Sitz bis 1788 innehatte. Strongs Reputation war danach mit ein Grund, weshalb sich die Bürger für ihn als einen der ersten beiden US-Senatoren für ihren Heimatstaat Massachusetts aussprachen. Strong nahm die Wahl an und trat sein neues Amt am 4. März 1789 an. Er amtierte bis zum 1. Juni 1796.
1800 bewarb sich Strong als föderalistischer Kandidat um die Position des Gouverneurs von Massachusetts – mit Erfolg. Er trat sein Amt am 30. Mai 1800 an und amtierte sieben Jahre lang, bis zum 29. Mai 1807. Eine Wiederwahl im Jahr 1807 scheiterte am Aufkommen der Demokratisch-Republikanischen Partei und ihrem Kandidaten James Sullivan. Fünf Jahre sollten vergehen, ehe es Strong im Jahr 1812 gelang, erneut zum Gouverneur gewählt zu werden. Diesmal währte seine Amtszeit vier Jahre lang, von Juni 1812 bis Mai 1816. Zu Strongs nachhaltigsten Einflüssen als Gouverneur zählte das Etablieren von Gefängnissen in Massachusetts und das Einführen der Todesstrafe. Er zählte zu den Gegnern des Britisch-Amerikanischen Kriegs von 1812 und wollte Befugnisse des Militärs in der Agenda des Gouverneurs, nicht jener des US-Präsidenten wissen.

### Spätes Leben
Nach seinem Ausscheiden aus dem Amt als Gouverneur im Jahr 1816 zog er zurück nach Northampton, wo er wieder als Anwalt tätig wurde. Auch widmete er sich seiner großen Familie. Mit seiner Frau Sarah hatte er neun Kinder, von denen jedoch nur vier ihren Vater überlebten.
Caleb Strong starb im Alter von 74 Jahren.

## Widmungen
1801 wurde die Kleinstadt Strong im Franklin County im Bundesstaat Maine, der bis 1820 ein Teil von Massachusetts war, nach ihm benannt. Auch wurde die Stadt Strongsburg im Bundesstaat Ohio kurzzeitig nach dem US-Politiker benannt, bis sie im Januar 1829 in Windham umbenannt wurde. Heute liegt sie im Portage County.
Im Zweiten Weltkrieg wurde ein Liberty-Frachter der US-Marine SS Caleb Strong getauft, ebenfalls eine Ehrung des Gouverneurs von Massachusetts.